# Audi A4 B8
Audi A4 B8 — четверте покоління Audi A4, що виготовлялось з 2007 до 2015 року.

## Опис
Перші офіційні знімки четвертого покоління Audi A4 з'явилися в серпні 2007 року, а у вересні 2007 року на Франкфуртському автосалоні відбулася прем'єра автомобіля версії седан, прем'єра універсалу відбулася в березні 2008 на Женевському автосалоні. Нижня частина автомобіля дуже схожа на А5 купе,— на А4 використовується така ж платформа,— MLP (Modular Longitudinal Platform). На її розробку було витрачено — чотири роки та понад мільярд євро.
У порівнянні з попередньою моделлю, A4 в кузові B7, нова B8 виросла в розмірах - 160 мм додала колісна база, 117 мм - загальна довжина. Це дозволило збільшити простір для ніг задніх пасажирів. Хоча габаритні розміри збільшилися, споряджена маса знизилася приблизно на 10%. Розмір багажника також збільшився: до 480 літрів для седана і 1430 л для універсала (Avant) при складених задніх сидіннях.

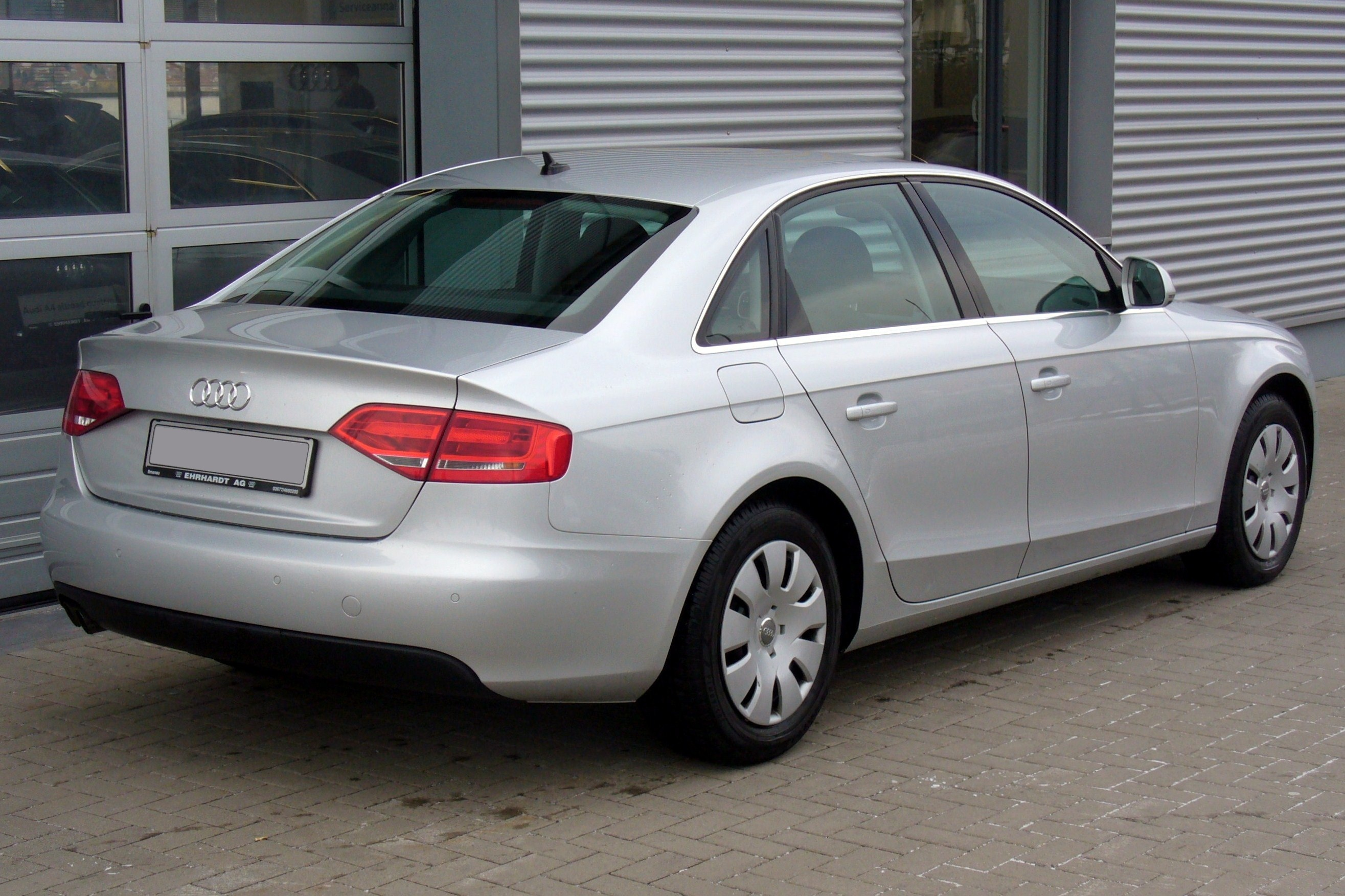
Audi A4 (2007-2011)
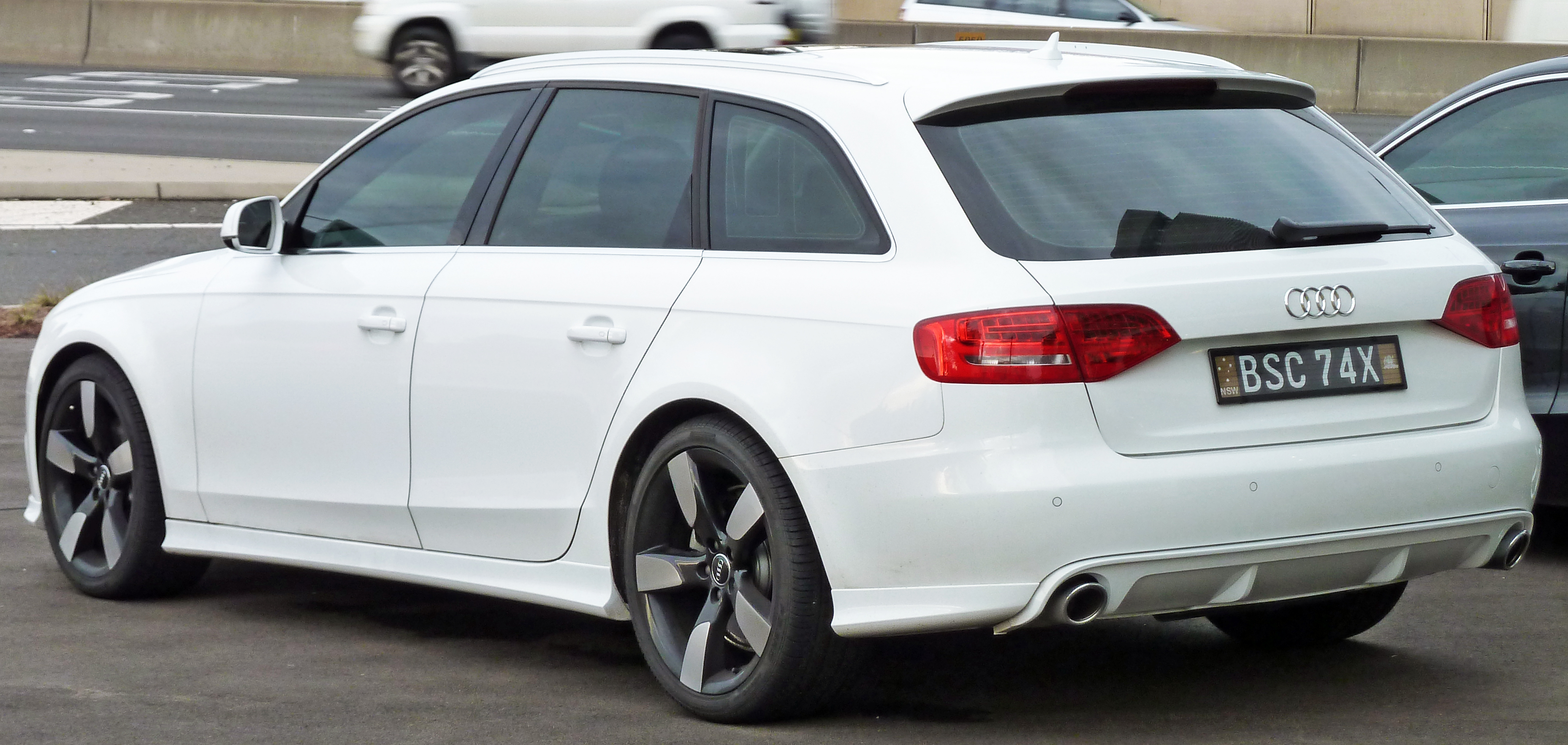
Audi A4 Avant (2008-2011)
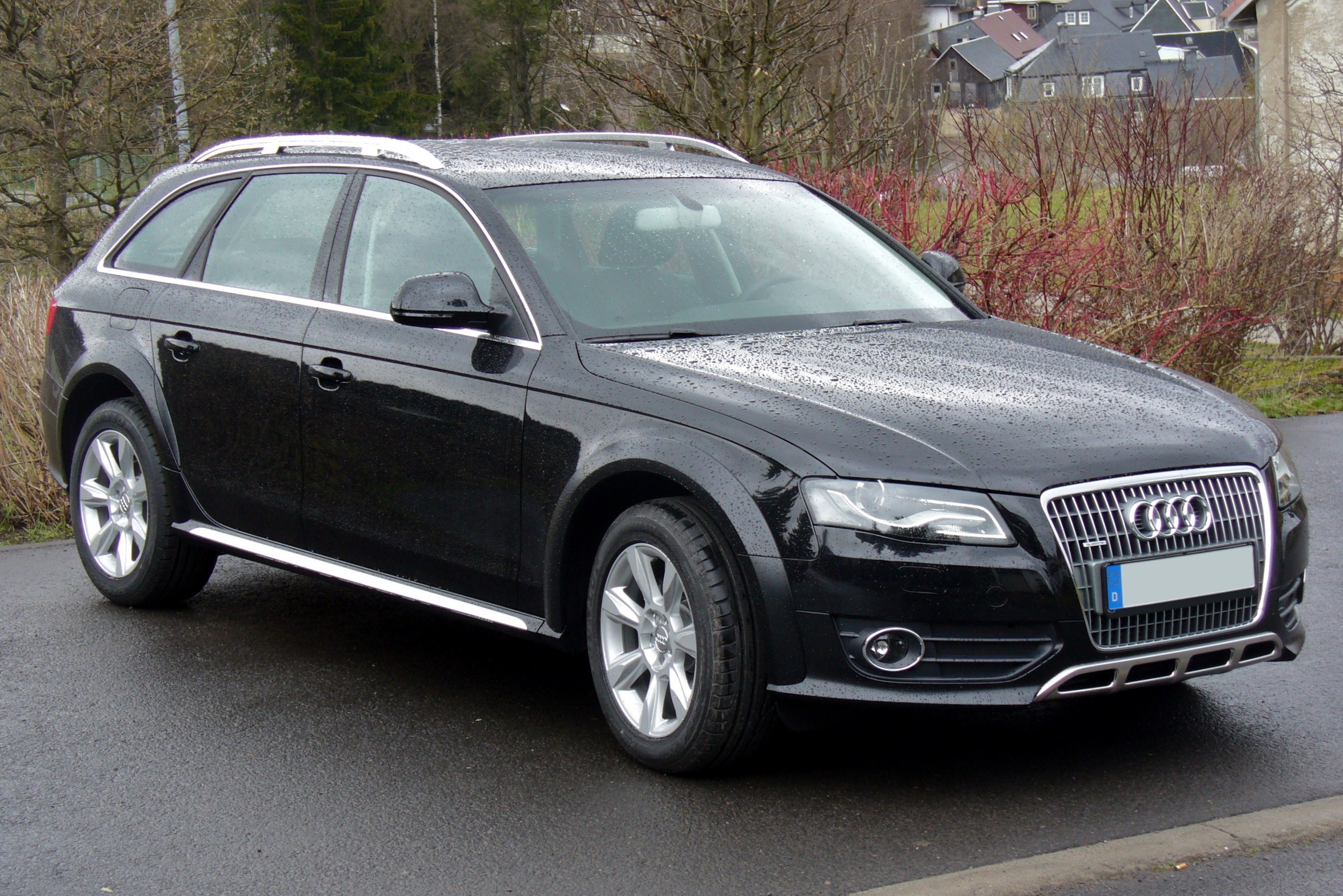
Audi A4 allroad quattro
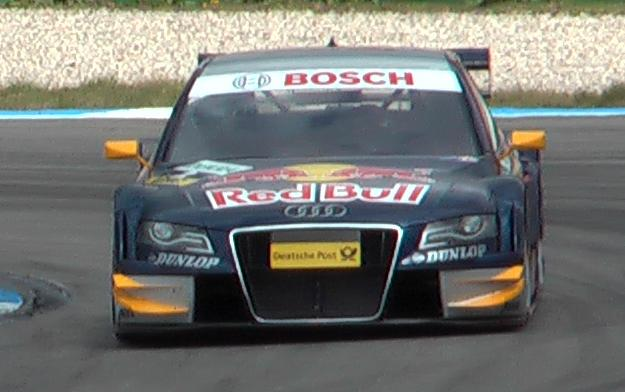
Audi A4 DTM

У листопаді 2011 року Audi A4 отримала як технічне, так і візуальне оновлення. Для цього була перероблена передня частина в частині решітки радіатора і фар. Седан A4 також отримав нові задні ліхтарі, форма яких також була змінена.
Крім того, на моделях зі світлодіодними задніми ліхтарями покажчики повороту також використовують світлодіодну технологію. Інтер’єр оновлено новими матеріалами та переглянуто деякі елементи керування. Наприклад, навігаційна система MMI тепер має чотири кнопки менше, обігрів сидінь регулюється безпосередньо за допомогою кнопки, налаштування автомобіля для вибору режиму руху більше не можна отримати окремо на центральній консолі, а бортовий комп’ютер оснащений перервою. рекомендація.
Крім зовнішнього вигляду змінилося оснащення, налаштування підвіски і лінійка двигунів.

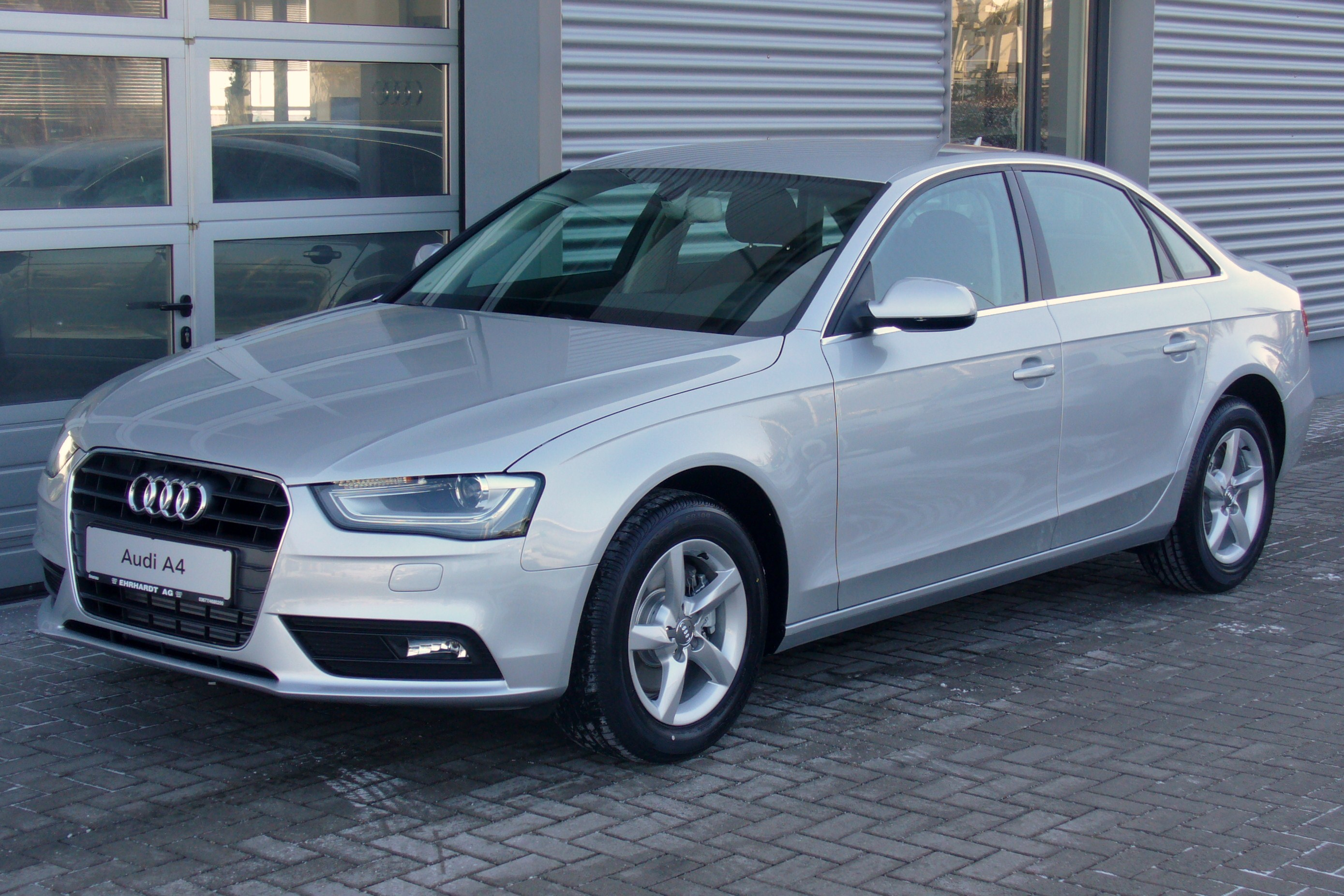
Audi A4 (з 2011)
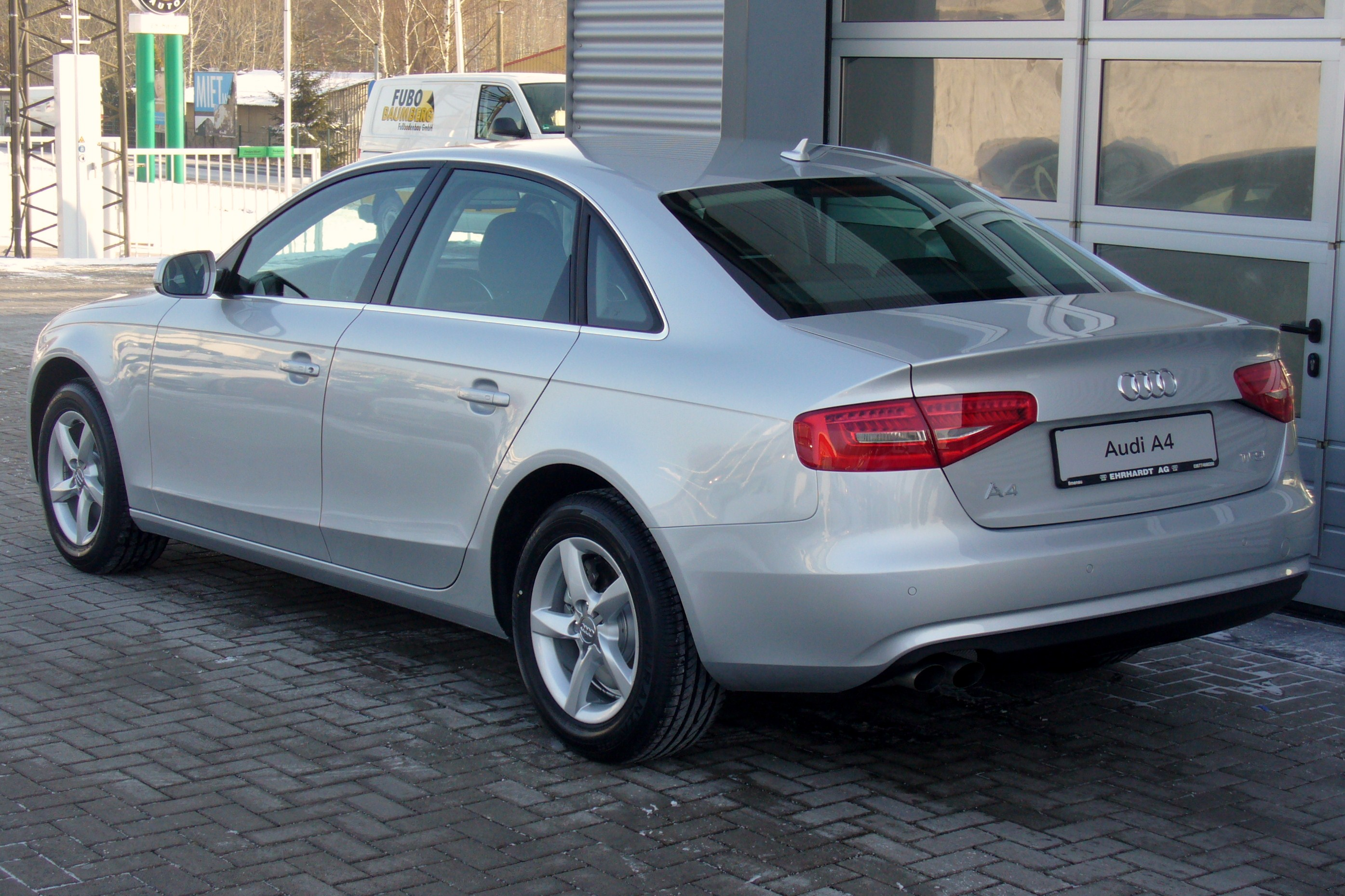
Audi A4 (з 2011)
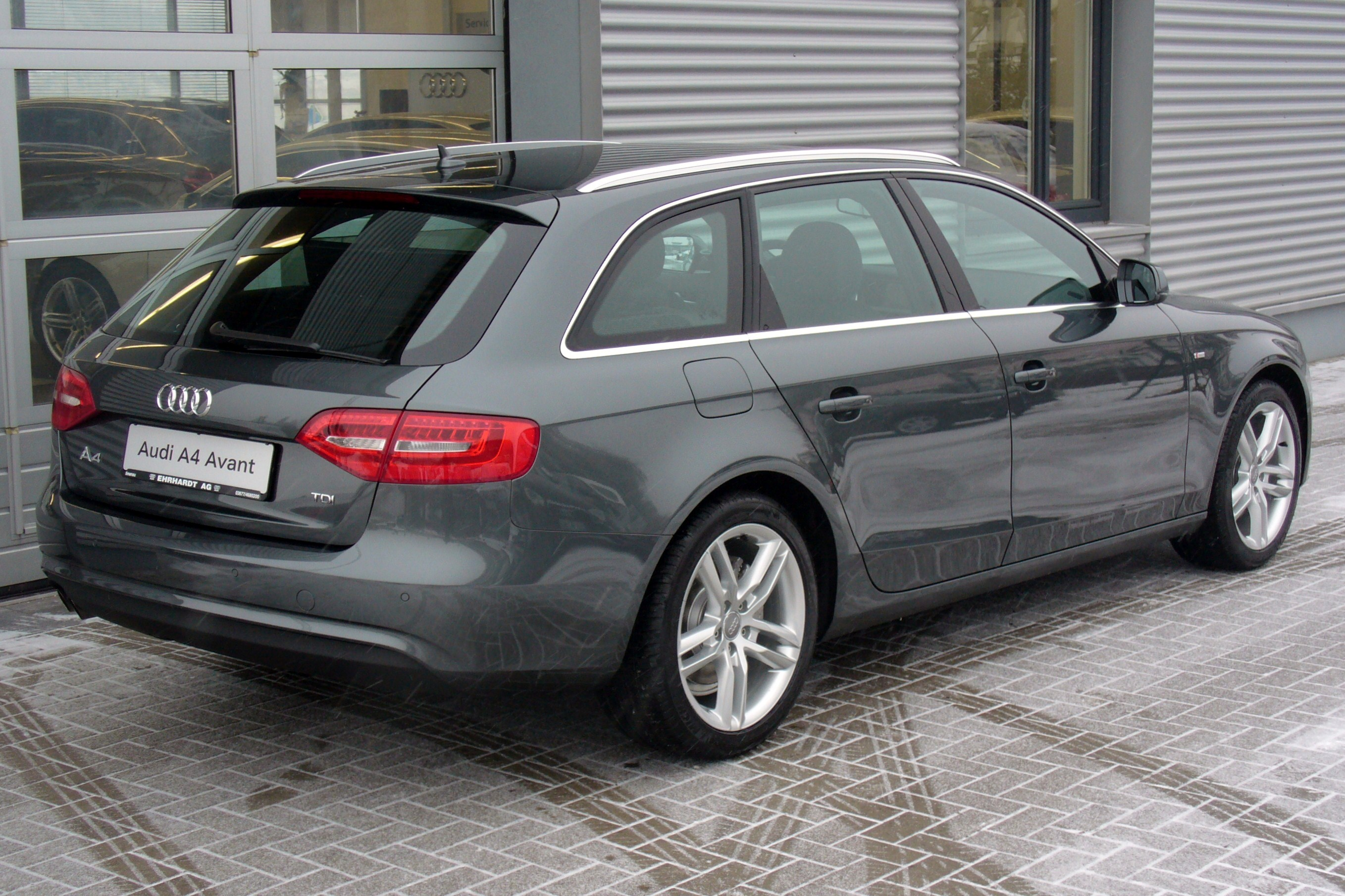
Audi A4 Avant (з 2011)
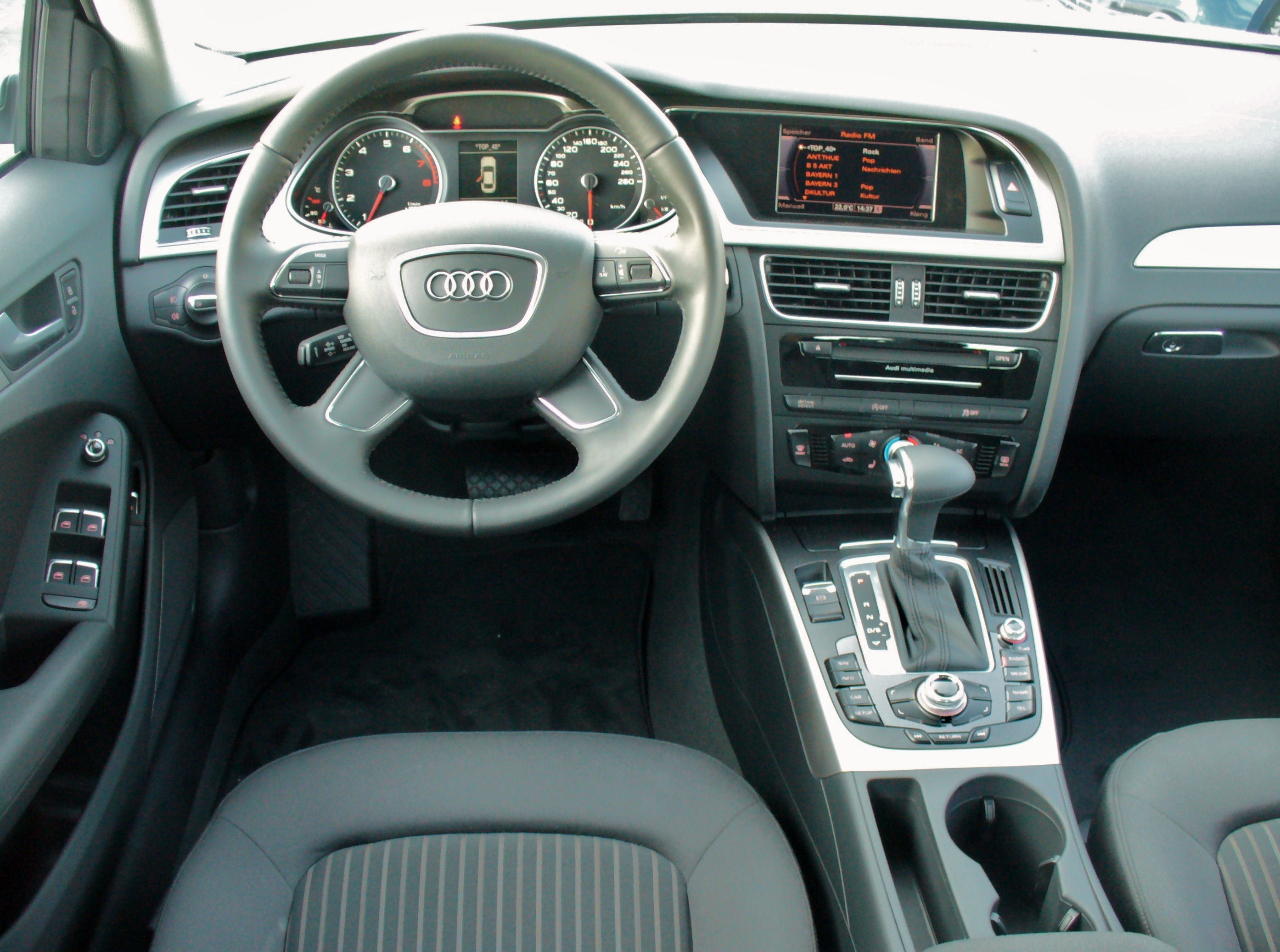
салон

## Двигуни
Бензинові
- 1.8 л TFSI I4 120/160/170 к.с.
- 2.0 л TFSI I4 180/211/225 к.с.
- 3.0 л TFSI V6 272 к.с.
- 3.0 л TFSI V6 333 к.с. (S4)
- 3.2 л FSI V6 265 к.с.
- 4.2 л FSI V8 450 к.с. (RS4 Avant)

Дизельні
- 2.0 л TDI I4 120-190 к.с.
- 2.7 л TDI V6 190 к.с.
- 3.0 л TDI V6 204/240/245 к.с.

## Результати з Краш-Тесту
|       | Травень 2009 |
| — 84% | — 39%        |
| — 71% | — 93%        |